# Turysta (film 2010)
Turysta (ang. The Tourist, 2010) – amerykańsko-francuski thriller w reżyserii Floriana Henckla von Donnersmarcka z Johnnym Deppem i Angeliną Jolie w rolach głównych.
Film jest remakiem filmu Anthony Zimmer z 2005 roku, w reżyserii Jérôme’a Salle’a.

## Fabuła
W jadącym do Wenecji pociągu, amerykański turysta Frank Tupelo (Johnny Depp) spotyka Elise Clifton-Ward (Angelina Jolie). Nieświadomy niczego turysta, nie wie iż Elisa wybrała go jako przynętę do własnego planu, mającego za zadanie oddalić podejrzenie od jej kochanka, znanego przestępcy. Od tej pory Tupelo musi uciekać przed policją jak i przed gangsterem, któremu kochanek Elise skradł pieniądze.

## Obsada
- Johnny Depp jako Frank Tupelo / Alexander Pearce
- Angelina Jolie jako Elise Clifton-Ward
- Paul Bettany jako inspektor John Acheson
- Timothy Dalton jako nadinspektor Jones
- Steven Berkoff jako Reginald Shaw
- Rufus Sewell jako Anglik
- Christian De Sica jako pułkownik Lombardi
- Alessio Boni jako sierżant Cerato
- Daniele Pecci jako porucznik Narduzzi
- Giovanni Guidelli jako porucznik Tommassini
- Raoul Bova jako hrabia Filippo Gaggia

## Nagrody i nominacje
Złote Globy 2010
- nominacja: najlepszy film komediowy lub musical
- nominacja: najlepszy aktor w filmie komediowym lub musicalu − Johnny Depp
- nominacja: najlepsza aktorka w filmie komediowym lub musicalu − Angelina Jolie

Nominowanie filmu do Złotych Globów w kategorii najlepszy film komediowy lub musical wzbudziło kontrowersje. Film otrzymał słabe recenzje od krytyków i nie zyskał oczekiwanego sukcesu komercyjnego. Obserwatorzy próbowali wyjaśnić dlaczego film, który nie jest komedią ani musicalem był nominowany w takiej kategorii – zauważyli, iż nominowanie do nagrody zarówno filmu, jak i głównych aktorów w nim występujących, ma za zadanie ściągnąć na ceremonię wręczenia nagród największe gwiazdy przemysłu filmowego (Angelina Jolie miała pojawić się wraz ze swoim ówczesnym partnerem Bradem Pittem, a Johnny Depp z Vanessą Paradis). Sama Jolie dowiedziawszy się, iż została nominowana za rolę w tym filmie, wybuchnęła śmiechem.